# 魁将龍邦昭
魁将龍 邦昭（かいしょうりゅう くにあき、1979年7月3日 - ）は、東京都江東区出身で友綱部屋所属の元大相撲力士。本名は、西野 邦昭（にしの くにあき）。大相撲時代の体格は身長196cm、体重149kg。得意手は左四つ、寄り。最高位は西幕下6枚目（2004年7月場所）。

## 親族
- 元関脇・魁輝（10代・12代友綱）の長男。
- 祖父は元十両・一錦（9代友綱）。
- 義理の大伯父は元小結・巴潟（8代友綱）
  - 巴潟の妻と一錦の妻は実の姉妹で、いずれも元小結・矢筈山（7代友綱）の養女。
- 2002年に弟が死去。

## 来歴
大関・魁皇の付け人を務め、懐の深い取り口で投げも得意とした。趣味は読書、スポーツ観戦、映画鑑賞。好きな食べ物は和食。スポーツ歴はバスケットボール、野球、柔道。
1995年3月場所、本名西野の四股名で初土俵、同期生には小結・栃乃花、幕内・大碇、十両・豊乃國らがいる、一番出世を果たし2003年9月場所から連続して勝ち越し、2004年7月場所は自己最高位の西幕下6枚目まで番付を上げた。雑誌『相撲』5月号の「大銀杏が待っている」で紹介されるなど十両が目前だったがあと一歩が届かず、2場所連続で3勝4敗。11月場所の7番相撲で膝を大怪我し、医者に「手術しなければ日常生活が送れなくなる」と言われ手術、三段目まで番付を落とした。
2006年1月場所では取組中に左手親指を骨折し手術を受けた。同年7月場所では三段目4枚目で初めて7戦全勝の成績を挙げ、優勝決定戦では敗れたものの翌9月場所では久々に幕下上位に復帰、しかし2勝5敗と負け越した。また歩行障害に悩まされていることもあり、その原因としては自らの長身を持て余す相撲が目立つためと言われていた。関取に昇進することはできず、2010年1月場所（番付上は3月場所）限りで現役引退した。引退後は11代友綱のおかみが経営している旧友綱部屋の一部を改装したちゃんこ鍋料理店、「ちゃんこ魁」で修行。
2016年3月に閉店。同じ場所で2016年5月より自身がオーナーとなって『相撲ばる魁ちゃん』としてリニューアルオープン。現在は相撲歴史探求家、パーソナルシードマスターコーチとしてセミナー講師、占星術師、前世リーディングなどカウンセラーとしても活動中。

## 主な成績
- 通算成績：310勝264敗56休（91場所）

| | 一月場所 初場所（東京） | 三月場所 春場所（大阪）  | 五月場所 夏場所（東京） | 七月場所 名古屋場所（愛知） | 九月場所 秋場所（東京）    | 十一月場所 九州場所（福岡） |
| --- | ----------------------- | ------------------------ | ----------------------- | --------------------------- | -------------------------- | --------------------------- |
| 1995年 （平成7年） | x                       | （前相撲）               | 西序ノ口32枚目 4–3      | 西序二段191枚目 3–4         | 西序ノ口21枚目 4–3         | 東序二段174枚目 4–3         |
| 1996年 （平成8年） | 西序二段139枚目 3–4     | 西序二段160枚目 3–4      | 東序二段178枚目 4–3     | 東序二段139枚目 3–4         | 東序二段159枚目 4–3        | 西序二段126枚目 2–5         |
| 1997年 （平成9年） | 西序二段159枚目 6–1     | 東序二段72枚目 4–3       | 東序二段49枚目 0–7      | 東序二段104枚目 1–2–4       | 東序二段149枚目 休場 0–0–7 | 東序二段149枚目 休場 0–0–7  |
| 1998年 （平成10年） | 西序ノ口41枚目 5–2      | 東序二段143枚目 5–2      | 西序二段95枚目 4–3      | 東序二段70枚目 4–3          | 西序二段45枚目 5–2         | 東序二段6枚目 5–2           |
| 1999年 （平成11年） | 東三段目75枚目 2–5      | 西三段目95枚目 4–3       | 東三段目78枚目 3–4      | 東三段目93枚目 3–4          | 東序二段7枚目 4–3          | 東三段目88枚目 5–2          |
| 2000年 （平成12年） | 西三段目54枚目 5–2      | 東三段目24枚目 3–4       | 西三段目41枚目 2–5      | 東三段目68枚目 4–3          | 東三段目55枚目 4–3         | 東三段目36枚目 6–1          |
| 2001年 （平成13年） | 西幕下52枚目 3–4        | 西三段目筆頭 3–4         | 東三段目18枚目 4–3      | 西三段目5枚目 5–2           | 西幕下45枚目 2–5           | 西三段目5枚目 6–1           |
| 2002年 （平成14年） | 西幕下32枚目 2–5        | 西幕下49枚目 4–3         | 東幕下44枚目 2–5        | 東三段目7枚目 4–3           | 西幕下57枚目 3–4           | 東三段目8枚目 4–3           |
| 2003年 （平成15年） | 西幕下58枚目 5–2        | 西幕下41枚目 4–3         | 西幕下33枚目 4–3        | 西幕下26枚目 1–6            | 東幕下56枚目 5–2           | 東幕下39枚目 4–3            |
| 2004年 （平成16年） | 東幕下27枚目 5–2        | 西幕下16枚目 4–3         | 西幕下12枚目 4–3        | 西幕下6枚目 3–4             | 西幕下11枚目 3–4           | 東幕下16枚目 3–4            |
| 2005年 （平成17年） | 東幕下22枚目 休場 0–0–7 | 西三段目2枚目 休場 0–0–7 | 西三段目62枚目 2–0–5    | 東三段目81枚目 5–2          | 西三段目48枚目 5–2         | 東三段目22枚目 5–2          |
| 2006年 （平成18年） | 西幕下59枚目 1–1–5      | 西三段目29枚目 4–3       | 西三段目16枚目 4–3      | 西三段目4枚目 7–0           | 西幕下11枚目 2–5           | 東幕下27枚目 4–3            |
| 2007年 （平成19年） | 東幕下22枚目 3–4        | 西幕下30枚目 2–5         | 西幕下50枚目 5–2        | 西幕下37枚目 3–4            | 西幕下45枚目 4–3           | 東幕下37枚目 3–4            |
| 2008年 （平成20年） | 西幕下46枚目 4–3        | 東幕下37枚目 4–3         | 西幕下30枚目 3–4        | 西幕下39枚目 休場 0–0–7     | 西三段目19枚目 4–3         | 東三段目5枚目 6–1           |
| 2009年 （平成21年） | 東幕下32枚目 3–4        | 西幕下43枚目 3–4         | 東幕下51枚目 3–4        | 東三段目2枚目 4–3           | 東幕下51枚目 3–4           | 東三段目3枚目 4–3           |
| 2010年 （平成22年） | 東幕下56枚目 5–2        | 東幕下42枚目 引退 –      | x                       | x                           | x                          | x                           |
| 各欄の数字は、「勝ち-負け-休場」を示す。 優勝 引退 休場 十両 幕下 三賞：敢=敢闘賞、殊=殊勲賞、技=技能賞 その他：★=金星 番付階級：幕内 - 十両 - 幕下 - 三段目 - 序二段 - 序ノ口 幕内序列：横綱 - 大関 - 関脇 - 小結 - 前頭（「#数字」は各位内の序列） |                         |                          |                         |                             |                            |                             |

## 改名歴
- 西野 邦昭（にしの くにあき）1995年3月場所-1997年5月場所
- 魁将龍 邦昭（かいしょうりゅう－）1997年7月場所-2004年1月場所
- 魁將龍 邦昭（読み方同じ）2004年3月場所-2006年5月場所
- 魁将龍 邦昭（読み方同じ）2006年7月場所-2010年3月場所

將：将の偏が爿（しょうへん）。